# ТФМК (футбольный клуб)
ТФМК (эст. Football Club Tallinna Vineeri- ja Mööblikombinaat) — бывший эстонский футбольный клуб, базировавшийся в столице республики — Таллине. Выступал в Мейстрилиге. В конце 2008 года был лишён профессиональной лицензии.
Клуб назван в честь своего владельца — Таллинского фанерно-мебельного комбината. Иногда в названии команды происходит обратная транслитерация и вместо ТФМК записывают прямую кальку с эстонского варианта — ТВМК, что не совсем корректно, поскольку в русском варианте название бывшего главного спонсора команды всегда передаётся именно на русском языке — Таллинский фанерно-мебельный комбинат.

## Предыдущие названия
- 1951—1991: ТФМК
- 1992 — ТФМФ
- 1995—1996: Тевальте-Марлекор
- 1996—1997: Марлекор
- с 1997 — ТФМК

В 1980—2000 годах также существовала команда «Вигри», в 1993—1995 годах носившая название «Тевальте». В 1992 году (когда ТФМК стал бронзовым призёром) заняла 5-е место, в сезоне-1993/94 боролась за чемпионство, но была исключена из чемпионата после 21 игры из-за обвинений в коррупции.

## История
Клуб ТФМК является одним из старейших в Эстонии. Он был создан в 1951 году, а в 1997-м восстановлен в своём нынешнем формате. За прошедшее с этого момента время таллинский клуб 12 раз финишировал в тройке призёров, но чемпионом ТФМК становился лишь раз. «Фанерка» отпраздновала победу в 2005 году, трижды завоевала Кубок и дважды — Суперкубок Эстонии.
6 ноября 2008 года, в связи с решением о ликвидации клуба его учредителями из-за недостатка денег, Эстонский футбольный союз лишил клуб профессиональной лицензии. В чемпионате 2008 года ТФМК занял третье место, но клуб был отправлен на последнее место в таблице и выбыл из 1 лиги. Но другие клубы лиги решили, что футболисты и тренеры ТФМК всё-таки получают бронзовую медаль.
В Эсилиге (Д-2) в 2004—2008 годах играла команда ТФМК-2.

## Достижения
- Чемпион Эстонии (1): 2005
- Серебряный призер Чемпионата Эстонии (3): 2001, 2003, 2004
- Бронзовый призёр Чемпионата Эстонии (5): 1992, 1995/96, 2000, 2002, 2007
- Обладатель Кубка Эстонии (2): 2002/03, 2005/06
- Финалист Кубка Эстонии (2): 2003/04, 2004/05
- Обладатель Суперкубка Эстонии (2): 2005, 2006
- Финалист Суперкубка Эстонии (1): 2003